# Ренасенса (Парана)
Ренасенса (порт. Renascença) — муниципалитет в Бразилии, входит в штат Парана. Составная часть мезорегиона Юго-запад штата Парана. Входит в экономико-статистический микрорегион Франсиску-Белтран. Население составляет 6525 человек на 2006 год. Занимает площадь 425,082 км². Плотность населения — 15,3 чел./км².

## Статистика
- Валовой внутренний продукт на 2003 год составляет 112 519 299,00 реалов (данные: Бразильский институт географии и статистики).
- Валовой внутренний продукт на душу населения на 2003 год составляет 16 733,98 реалов (данные: Бразильский институт географии и статистики).
- Индекс развития человеческого потенциала на 2000 год составляет 0,746 (данные: Программа развития ООН).